# 补骨脂素
补骨脂素（英語：或psoralene，也称为补骨脂内酯）是许多呋喃香豆素物质的结构母核，化学结构上相当于香豆素上添加了呋喃环，也可以看作是伞形花内酯的衍生物，在补骨脂（学名：Psoralea corylifolia）的种子中发现，常用于長波紫外線光化治療（PUVA）。